# Молвиці (Каліноваць)
Молвиці (хорв. Molvice) — населений пункт у Хорватії, у Копривницько-Крижевецькій жупанії у складі громади Каліноваць.

## Населення
Населення за даними перепису 2011 року становило 36 осіб.
Динаміка чисельності населення поселення: